# Tintignac
Tintignac est un site archéologique celtique et gallo-romain situé à Naves, en Corrèze. Un temple gallo-romain y recouvre un sanctuaire gaulois, dont la fouille a livré des objets exceptionnels, tels que des carnyx et des casques ouvragés. Le site a été classé monument historique dès la liste de 1840.

## Situation
Le site archéologique se trouve au nord du plateau de Naves, entre les deux sommets les plus élevés de la zone, le Puy de l’Aiguille culminant à 509 m, dont il occupe le versant oriental, et le Peuch Redon culminant à 501 m. Cette situation offre au site de Tintignac-Naves une visibilité à 180° sur le massif des Monédières, la vallée de la Vimbelle et celle de la Corrèze.
La commune de Naves est située à 8 km au nord de Tulle (Corrèze). Le site est accessible depuis la sortie « Tulle Nord » sur l'A89, distante de seulement 250 m.
Tintignac-Naves borde une ancienne voie commerciale, surnommée la « route des métaux », car on y faisait transiter l'étain, un métal rare et indispensable à la fabrication du bronze, venu d'Armorique ou de Cornouailles et expédié jusqu'aux rives de la Méditerranée. Du fait de la présence d'un très important bassin minier à l'époque gauloise dans la vallée de la Corrèze, où l'on extrayait de l'or et du fer, les archéologues pensent que les Lémovices échangeaient leurs métaux avec les commerçants empruntant cette voie. Sous l'empereur Hadrien est construite la voie romaine reliant Lugdunum à Burdigala en passant par Augustonemetum et Vesunna. Le carrefour entre la voie antique et la voie impériale surnommée « voie d'Hadrien » se trouve alors à Tintignac-Naves.
Autour du sanctuaire, les recherches menées depuis 2003 ont montré l'existence d'une occupation éparse, aussi bien à l'époque gauloise que durant la période gallo-romaine. Le sanctuaire fait donc plutôt partie de ce qu'on appelle une agglomération secondaire que d'une véritable ville.

## Toponymie
Le site est attesté avec la graphie occitane Tintinhac au XIIe ou XIIIe siècle (voir Arnaud de Tintignac). Il est tentant de rapprocher ce nom de Tintigny (Belgique, Tintiniacum 1090) et de Tinténiac (Bretagne) qui sont formés sur le nom de personne d'origine latine Tintinius. Le second élément est le suffixe -acum, « lieu de », « propriété de ».
Le site de Tintignac-Naves n'étant pas mentionné dans les écrits de l'époque romaine retrouvés, il est pour l'instant impossible de connaître son nom à l'époque antique. Certains auteurs du XIXe siècle ont tenté de retrouver dans le nom des hameaux alentour le nom de divinités romaines comme Céron pour Cérès, Bach pour Bacchus, mais cette hypothèse est peu probable car les noms semblent tirés de la langue occitane et donc être postérieurs à l'occupation gallo-romaine du site.

## Chronologie
On peut noter plusieurs phases de changement sur le site, correspondant à l'édification ou au remaniement des bâtiments. La première semble être la romanisation du site, détruit sans doute par les élites gauloises soucieuses de plaire au nouveau pouvoir romain à la fin du Ier siècle av. J.-C. La deuxième pourrait correspondre à la construction de la voie impériale amenant un afflux conséquent de pèlerins et nécessitant de ce fait un agrandissement du site. Le troisième correspondrait à l'édification du théâtre et à l'apogée de Tintignac-Naves au IIIe siècle. Enfin, au IVe siècle, le site de Tintignac aurait été volontairement incendié, potentiellement par les premiers évangélisateurs de la région qui y auraient vu la rémanence d'un culte païen.

## Description
La fonction du site est religieuse puisqu'on y a découvert un sanctuaire gaulois, remplacé par un ensemble monumental religieux gallo-romain (constitué d'un fanum, d'un théâtre, d'un bâtiment en hémicycle et d'un autre édifice appelé au XIXe siècle « tribunal à deux basiliques ».
Le sanctuaire gaulois se compose d'une aire sacrée, délimitée par une imposante palissade ouverte vers l'est, une direction importante dans le culte des Celtes. Au centre ont été découvertes les traces d'un bâtiment de bois plusieurs fois reconstruit et d'un feu continu marquant la fonction religieuse du lieu.
À la période gallo-romaine, deux fana s'implantent sur les vestiges du sanctuaire gaulois. Ils évolueront en un grand et luxueux temple doté de deux cellae. Plus tard, à partir de la première moitié du IIe siècle, deux autres bâtiments, dont la fonction exacte n'a pu être clairement définie, sont ajoutés : le fameux « tribunal », qui semblerait en réalité être un portique, et l'édifice semi-circulaire, unique de par sa morphologie et ses dimensions. Le théâtre de type gallo-romain a été accolé à ce dernier plus tard à l'est et on estime qu'il pouvait contenir jusqu'à 2 500 personnes lors de grandes cérémonies religieuses. En de nombreux points, la configuration des bâtiments du pôle rural de Tintignac-Naves semble unique dans le monde romain.

## Historique

### Premières visites
Tintignac-Naves, du fait de l'affleurement des ruines du fanum et du théâtre, a toujours été connu des locaux. À partir du XVIIe siècle, les érudits humanistes commencent à s'intéresser au site, notamment Étienne Baluze qui fait représenter dans son Historia tutellensis des arènes en lieu et place du théâtre de forme semi-circulaire et non elliptique. Le site est depuis fréquemment nommé, improprement, les « Arènes de Tintignac ».
Le site, redécouvert au XIXe siècle, est classé sur la liste des monuments historiques protégés en 1840. Prosper Mérimée, inspecteur général des monuments historiques et Abel Hugo visitent le site. Dans les années 1830, plusieurs campagnes de fouilles menées par des érudits locaux mettent au jour les vestiges des quatre bâtiments principaux. Dans les années 1880, ces fouilles servent à établir un plan en creusant le long des murs de ces bâtiments.

### Découvertes auxxiesiècle

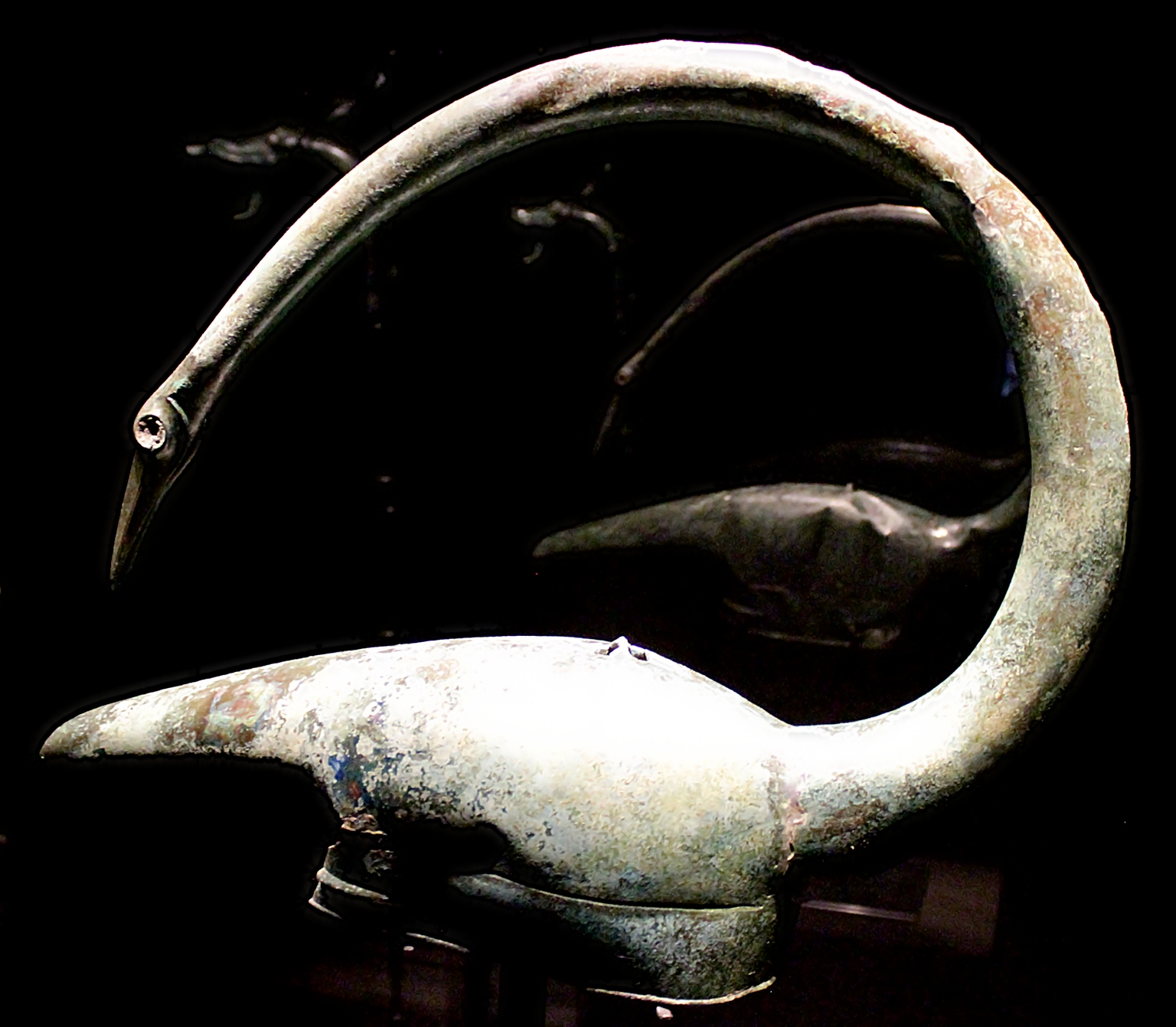
Casque en forme de tête d’oiseau trouvé à Tintignac.

À partir de 2001, des fouilles sont entreprises sur le site par une équipe d'archéologues de l'INRAP. En septembre 2004, une fosse gauloise renfermant près de 500 fragments d'objets en fer et en bronze a été mise au jour. Parmi ces objets, une dizaine d'épées et de fourreaux en fer, des fers de lance, un umbo de bouclier, une dizaine de casques en bronze et en fer dont un prend la forme d'un oiseau (une grue ou un cygne, oiseau que l’on retrouve sur certaines statères lémovices), deux têtes d'animaux dont une de cheval, un corps d'animal en connexion avec les deux pattes arrière, une patte avant, un chaudron, et sept carnyx (dont un presque entier, trompettes de guerre).
C'est la première fois que des objets de ce type sont découverts en contexte archéologique sur un sanctuaire gaulois. Ces objets uniques appartenant au monde militaire et religieux gaulois ont été étudiés par l'équipe dirigée par Christophe Maniquet, responsable scientifique du site de Tintignac.
Lors de la campagne de fouilles en 2009, en descendant dans un puits d'une profondeur de 13 mètres, a été découvert un aqueduc de 2 m de hauteur praticable sur 10 m vers l'est.
Le site demeure encore largement inexploré, seul un bâtiment, le fanum, ayant été fouillé dans son intégralité, en compagnie de la moitié du bâtiment semi-circulaire et d'une des basiliques du portique nommé « Tribunal ». Pourtant, on a déterminé l'existence d'au moins quatre autres bâtiments qui n'ont jamais été fouillés et dont la fonction est inconnue, sur un site qui s'étendrait sur près de 60 ha.

Carnyx trouvés à Tintignac
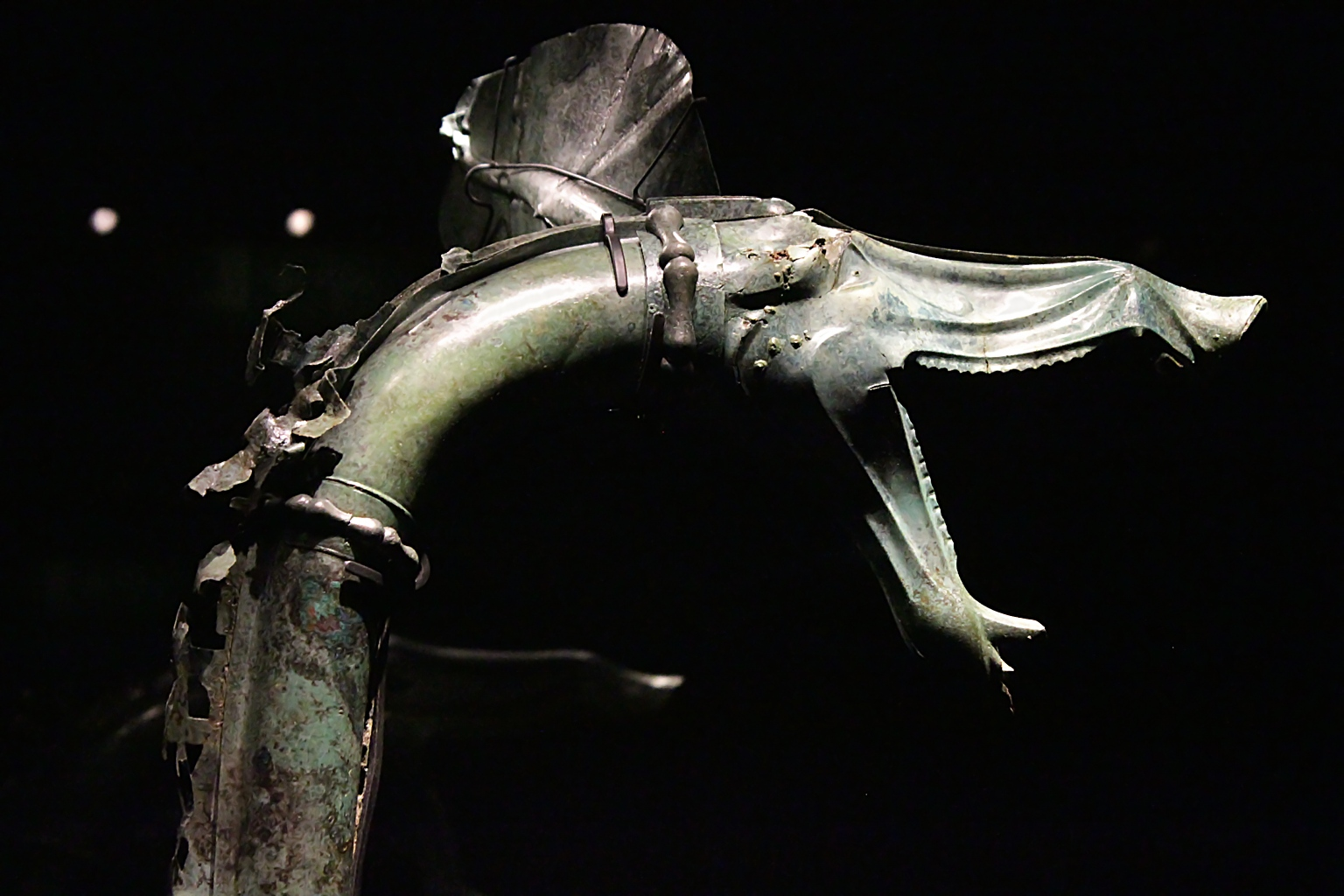
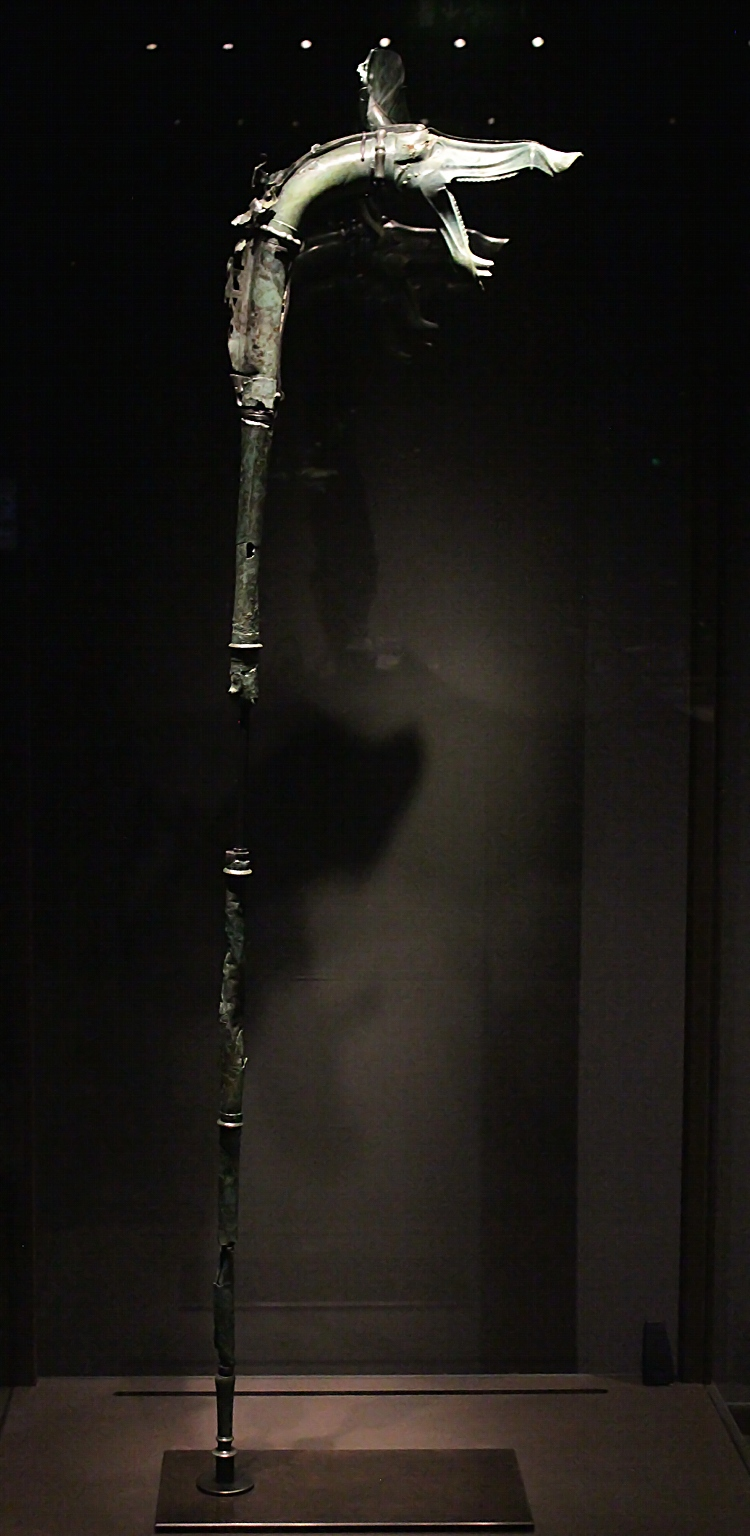
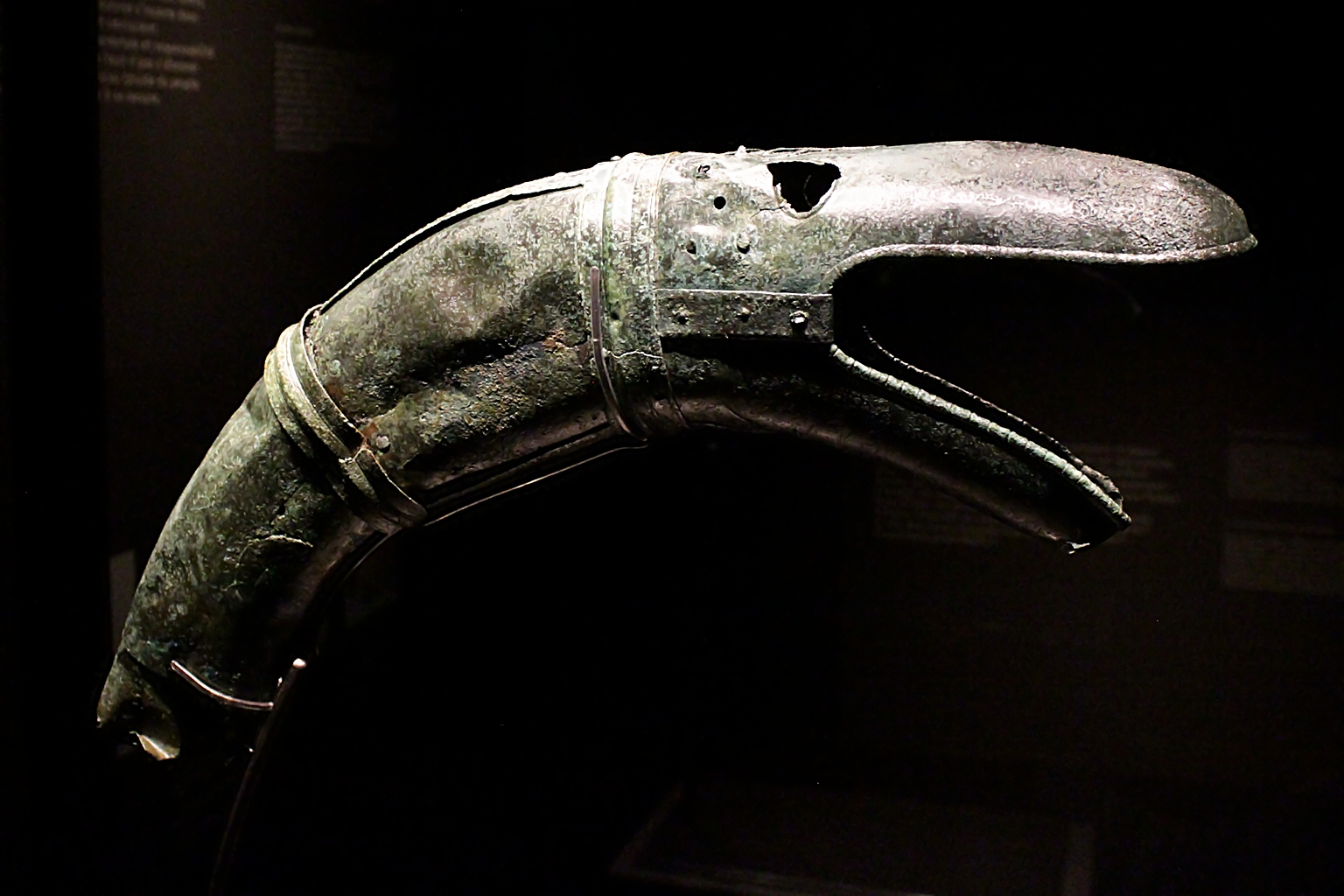

## Conservation et exposition

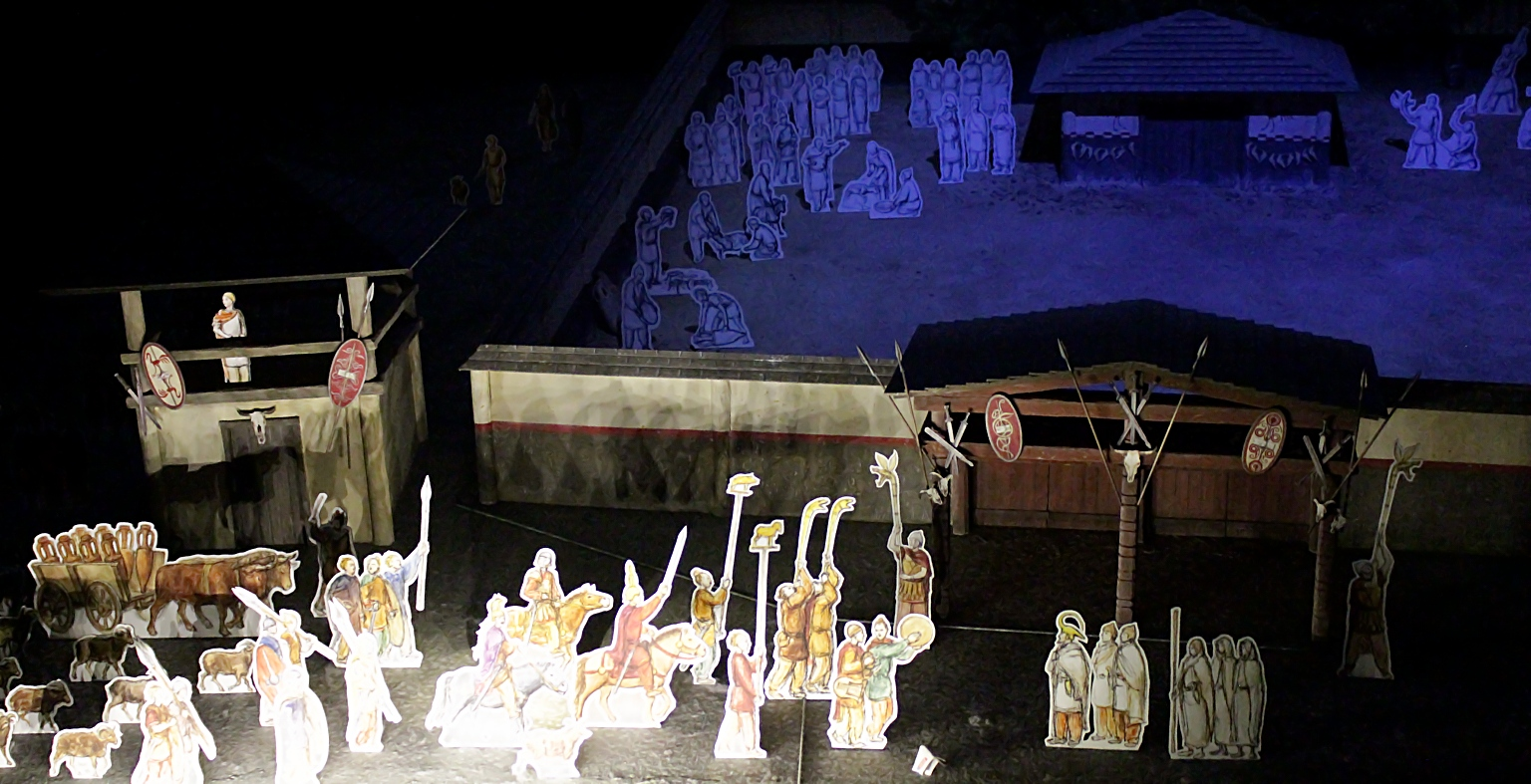
Évocation d'une cérémonie gauloise dans le sanctuaire de Tintignac.

Les pièces gauloises de ce site archéologique, après avoir été restaurées par le laboratoire Materia Viva de Toulouse et exposées à Tulle, entament une tournée mondiale qui débute à Berne (Suisse).
Elles sont exposées en 2020-2021 au musée du Président Jacques Chirac de Sarran dans le cadre de l'exposition « Tintignac, 2000 ans et 1 jour », puis entreposées dans les réserves du musée dans l'attente d'un local capable de les accueillir.
Depuis avril 2022, les objets sont de retour à Naves, où quatre des pièces les plus spectaculaires sont installées dans des vitrines dédiées dans le bâtiment qui leur est réservé,.

### Visites du site archéologique
Dans l'attente de la réalisation d'une structure muséale permanente, le site de Tintignac-Naves dispose d'un local d'exposition temporaire pour présenter au public le site et des reproductions des objets découverts.
Le site est ouvert de juin à septembre et les visites sont opérées par Tintignac Association, chargée de l'animation du site archéologique. Les vestiges sont par ailleurs en partie recouverts, seul le fanum étant visible, dans l'attente de la réalisation de travaux de conservation pour protéger les murs. Une aire de repos et un sentier d'interprétation sont en projet en partenariat avec les ASF.